# Лупья (верхний приток Камы)
Лупья — река в России, протекает по Омутнинскому, Афанасьевскому и Верхнекамскому районам Кировской области. Устье реки находится в 1473 км по левому берегу реки Кама. Длина реки составляет 135 км, площадь водосборного бассейна 907 км².
Исток реки на Верхнекамской возвышенности в 18 км восточнее посёлка Белореченск (центр Белореченского сельского поселения). Исток лежит на водоразделе, рядом находятся истоки рек Малая Белая и Неополь. Генеральное направление течения — север, русло сильно извилистое.
Река течёт через сплошной, местами заболоченный лесной массив. В верхнем течении протекает деревню Лупья (Вятское сельское поселение), в среднем течении посёлки Лупья и Химик (Леснополянское сельское поселение), нижнее течение ненаселено.
Впадает в Каму у нежилого посёлка Слудниковский в 8 км к юго-востоку от посёлка Ожмегово. В нижнем течении течёт по восточной окраине обширного болота Дымное. Ширина реки у устья — 19 метров.

## Притоки (км от устья)
- 47 км: река Горевка (пр)
- 65 км: река Чугурем (лв)
- 76 км: река Ольховка (лв)
- 83 км: река Большая Исерга (пр)
- река Берёзовка (лв)
- 93 км: река Чернушка (лв)
- 97 км: река Большая Кирья (пр)
- река Черёмушка (пр)
- река Бодья (пр)

## Данные водного реестра
По данным государственного водного реестра России относится к Камскому бассейновому округу, водохозяйственный участок реки — Кама от истока до водомерного поста у села Бондюг, речной подбассейн реки — бассейны притоков Камы до впадения Белой. Речной бассейн реки — Кама.
Код объекта в государственном водном реестре — 10010100112111100000665.